# Bergsturz von Wildalpen

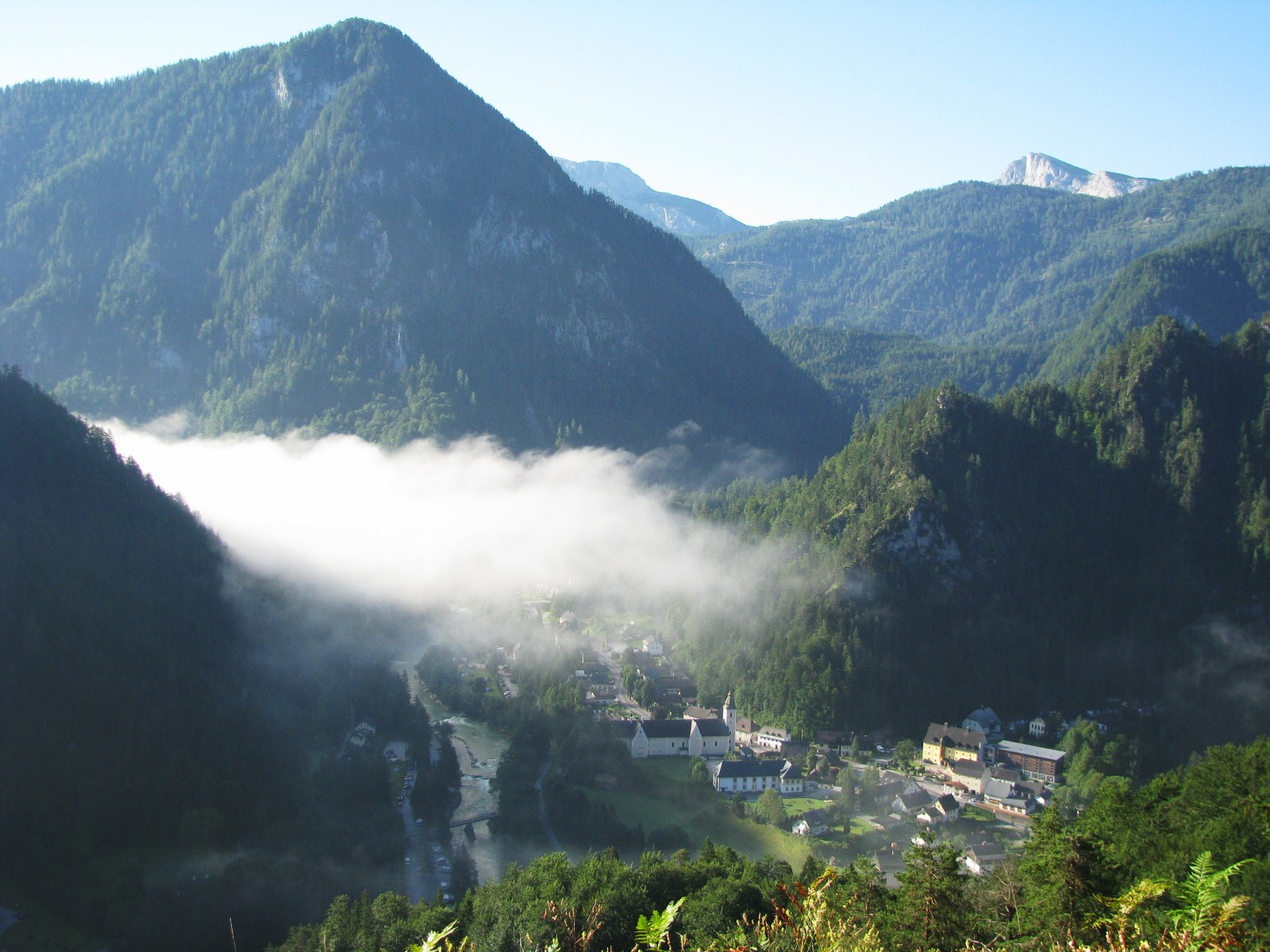
Blick von Nordwesten über Wildalpen. Ausgehend von den Bergen im Hintergrund traf der Schuttstrom hier auf die Salza.

Der Bergsturz von Wildalpen ist einer der größten bekannten Bergstürze in den Alpen. Er ereignete sich im frühen vierten Jahrtausend v. Chr. in der Hochschwabgruppe am Gebiet der heutigen Gemeinde Wildalpen. Bei dem zweiphasigen Ereignis stürzte eine rund 3,5 km breite Bergflanke talwärts, insgesamt gerieten dabei rund 1,3 bis 1,4 km³ (1 km³ = 1 Milliarde Kubikmeter) Gestein in Bewegung. Nach rund 5 Kilometern traf der Schuttstrom im rechten Winkel auf die Salza, teilte sich dort und füllte das Flussbett auf einer Länge von rund 10 Kilometern aus. Als Auslöser des Bergsturzes kommen außergewöhnlich hohe Niederschläge oder ein Erdbeben in Frage.

## Umfeld
Das Gebiet des Bergsturzes befindet sich in der Nordabdachung der Hochschwabgruppe. Diese ist ein Plateaugebirge, wie es für den Osten der Nördlichen Kalkalpen typisch ist. Charakteristisch ist der starke Gegensatz zwischen welligen Hochflächen, die sich in Höhenstufen zwischen 1300 m und über 2000 m erstrecken, und steilen Abbrüchen an den Plateaurändern. Die Hochschwabgruppe ist Teil der Mürzalpendecke (vgl. Tektonische Decke) und vor allem durch die sehr verkarstungsfähigen Gesteine Steinalmkalk und Wettersteinkalk bzw. Dolomit geprägt. Im Nordteil des Bergsturzgebietes treten in einem Becken namens Siebensee mehrere große Karstquellen zutage. Von den namensgebenden sieben Seen, die sich aus ihnen speisten, waren Ende des 19. Jahrhunderts noch drei vorhanden, seit der Fassung der Siebenseequellen für die II. Wiener Hochquellenleitung im Jahr 1910 hat sich ihre Zahl weiter reduziert. Gegenwärtig ist nur mehr der Hartlsee, aus dem der Siebenseebach entspringt, permanent als Gewässer erkennbar. Der Bach fließt durch eine Talenge in den Hinterwildalpenbach, dieser wiederum wenige hundert Meter weiter bei Wildalpen in die Salza, die das Gebiet im Norden begrenzt.
Auf Landkarten zeigt sich der Ursprung des Bergsturzes als ein etwa 3,5 km breiter Abriss zwischen den Bergen Brandstein im Westen und Ebenstein sowie Kleinem und Großem Griesstein (im Folgenden vereinfacht „Griesstein“) im Osten. Die südliche Begrenzung bildet ein scharfer Kamm namens Schaufelwand. Harnische (durch das Gleiten von Gesteinspaketen entstandene glatte Flächen) an der Nordseite der Schaufelwand und die quasi senkrechten Westwände an Ebenstein und Griesstein belegen, dass hier ein rund 400 m hohes Gesteinspaket abgerissen sein muss, das die genannten Gipfel miteinander verbunden hatte. Weiter im Westen (beim Schafhalssattel zwischen Schaufelwand und Brandstein) war die Mächtigkeit des abgerutschten Gesteins wohl geringer.

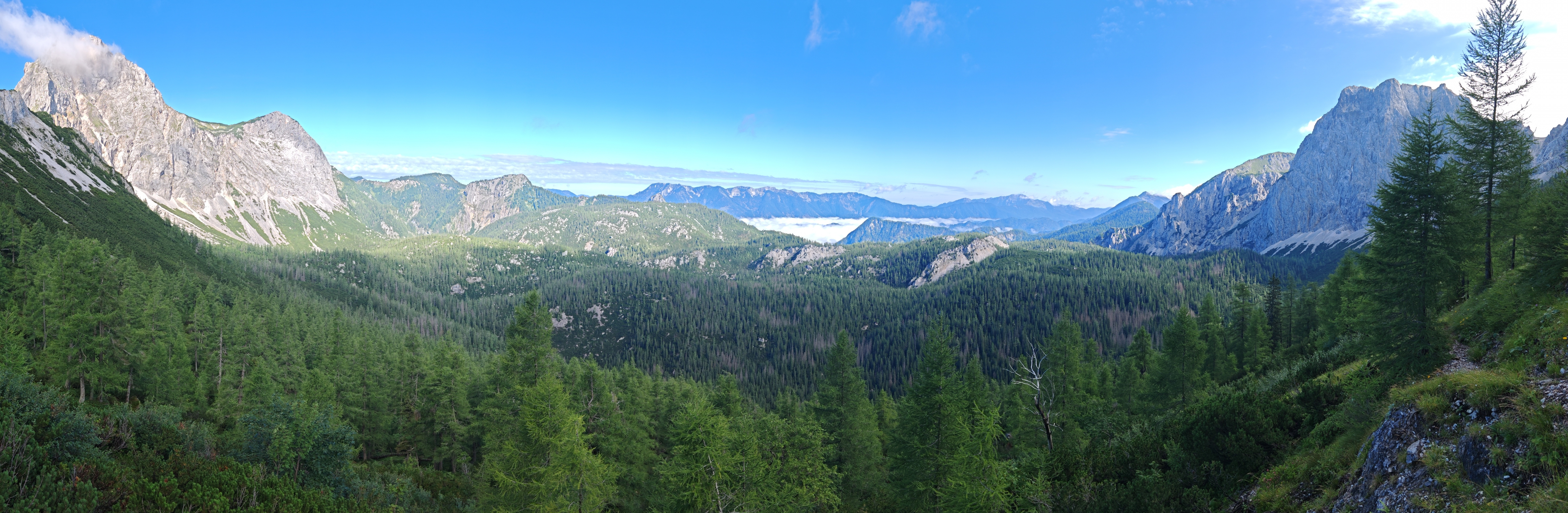
Perspektivisch verzerrte Panoramaaufnahme (Blickfeld ca. 180° weit) mittig aus der Nordflanke des Abrissgebietes. Die Berge links (Brandstein) und rechts (Griesstein) liegen einander im Abstand von ca. 3,5 km gegenüber. Die bewaldeten Hügel mittig und mittig rechts sind abgerutschte Felsschollen (Schafwald), der sonnenbeschienene Rücken Brennach mittig links ist übersät mit aufgebrandetem Schuttmaterial. Hinten liegt unter Nebel das Salzatal. Eine Zunge des Schuttstroms reichte bis zur Ortschaft Fachwerk am Fuß des Bergmassivs im Hintergrund (Hochkar), die Luftlinie vom Standpunkt bis dorthin beträgt 10,7 km.

### Wichtige Flurnamen
Unter den Felswänden der genannten Berge hat der Bergsturz eine kleinteilige, unzugängliche Landschaft hinterlassen. Für die Beschreibung der Abläufe ist es nötig, einige Flurnamen zu klären, insbesondere den südöstlichen Teil des Gebietes betreffend. Dieser wird in den relevanten geologischen Publikationen als Schafwald bezeichnet, auf den amtlichen topographischen Karten (GIS-Steiermark, ÖK 50) finden sich dort hingegen die Begriffe Schiffwald bzw. Schiffwaldboden und Schiffbrandwald. Der Volkskundler Alfred Webinger kennt in seiner 1953 erschienenen Publikation zur Namenskunde des Gebietes die auf Schiff- lautenden Namen nicht. Er verweist auf den nahen Schafhalssattel und führt weiter aus, dass auch die Schaufelwand und der von ihm nicht näher lokalisierte Schaufelboden (=Schiffwaldboden?) eigentlich Schafelwand und Schafelboden hießen.  In Karten aus dem 18. und 19. Jahrhundert tauchen die Bezeichnungen Schiffwald, Schif Wald oder Schef Wald auf. Aus dem Kontext der Verwendung wird klar, dass der Schafwald der fachwissenschaftlichen Texte im Wesentlichen dem Schiffwald der amtlichen Karten entspricht.
Im Norden wird der Schafwald von einer abwärts führenden Steilstufe namens Kohlermauer begrenzt. Unterhalb der Kohlermauer befindet sich das Becken Siebensee mit den erwähnten Quellen, dem Hartlsee und dem Siebenseebach. Dieses Becken wird das durch einen west-ost laufenden Bergrücken (Säusenstein, 1282 m) vom Salzatal getrennt. Westlich des Schafwalds befindet sich ein Becken, an dessen tiefstem Punkt sich der Teufelssee gebildet hat. Im Nordwesten endet der Schafwald an einem Höhenrücken namens Brennach, hinter diesem liegt ein relativ ebener Bereich namens Siebenbürgenboden.

## Verlauf

### Verteilung der Schuttmassen
Insgesamt bedecken die Ablagerungen des Bergsturzes eine Fläche von 16 km². Rückschlüsse auf den Ablauf des Ereignisses können unter anderem aus der Verteilung dieser Schuttmassen und der Größe der Blöcke gezogen werden. Hier lassen sich vier Bereiche differenzieren:
1. Im Südosten des Bergsturzgebietes – zwischen Griesstein und Ebenstein im Osten, Schaufelwand im Süden und der Kohlermauer im Norden – dominieren etwa 15 heute noch differenzierbare Felsschollen mit mehreren hundert Metern Größe, die sich aus der Distanz als weitgehend bewaldete Hügel zeigen. Diese Schollen sind offenbar in ihrer Gesamtheit von einer Bergflanke abgerutscht, wobei sie zwar in sich zertrümmert, die Teile aber nicht vollkommen aus dem Verband gerissen wurden. Auf und zwischen diesen Felsschollen liegen teils riesige Gesteinsblöcke (Lichtenecker 1929: „Blockmeer des Schafwaldes“).
2. Westlich (Richtung Teufelssee) sowie nördlich (unter der Kohlermauer) schließt daran ein Bereich mit immer noch teils hausgroßen Kalkblöcken und grobem Schutt an. Im Nordwesten dieses Bereichs brandeten die Blöcke den bestehenden Bergrücken (Brennach) nordöstlich des Teufelssees hinauf, dahinter (am Siebenbürgerboden) sind nur mehr vereinzelte Blöcke zu finden. Im Westen reichen diese Blöcke bis an den schon vor dem Bergsturz bestehenden Teufelssee heran, haben ihn jedoch nicht zugeschüttet.
3. Nördlich an diesen zweiten Bereich schließt das Becken Siebensee an. Hier finden sich nur mehr vereinzelt große, kompakte Blöcke und vermehrt feines Schuttmaterial. Ein großer Teil des Materials hat sich am Bergrücken (Gipfel Schirnbacher Kogel, Körbel und Säusenstein) an der Nord-/Nordostseite des Kessels abgelagert. Der Bergrücken lag offenbar in der Hauptsturzrichtung des Gesteins. Der Schutt, dessen Oberfläche aufgrund des Aufbrandens südwärts geneigt ist, erreicht hier eine Mächtigkeit von 150–200 m.
4. Westlich des Säusensteins verbindet die Talenge des Siebenseebachs das Gebiet Siebensee mit dem Hinterwildalpenbachtal und dem Salzatal bei Wildalpen. Ab hier ist das Bergsturzmaterial auf die Talbereiche beschränkt, die Korngrößen nehmen im Salzatal von faustgroß bis hin zu sandig ab. Bemerkenswert ist die Ausdehnung dieses vierten Bereichs: Die Schuttmassen bedeckten den Talboden rund sechs Kilometer flussabwärts (westnordwestlich) bis Fachwerk und fast vier Kilometer flussaufwärts (östlich) bis Fischerreith, ein dritter Ast ragt etwa einen Kilometer nach Norden in das Tal von Hopfgarten hinein.

Die vier Bereiche in Bildern
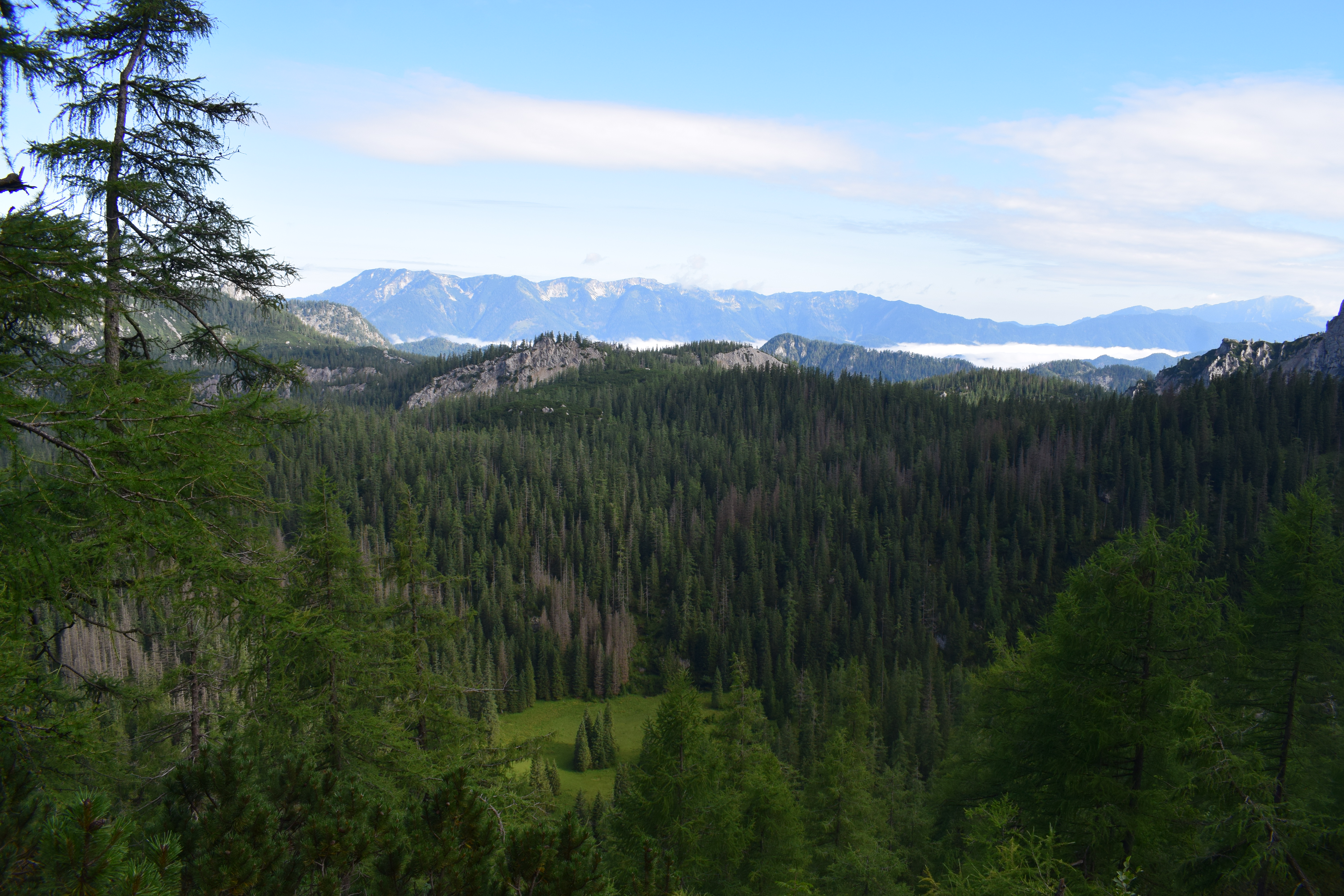
Bereich 1: Die Hügel sind abgerutschte Felsschollen.
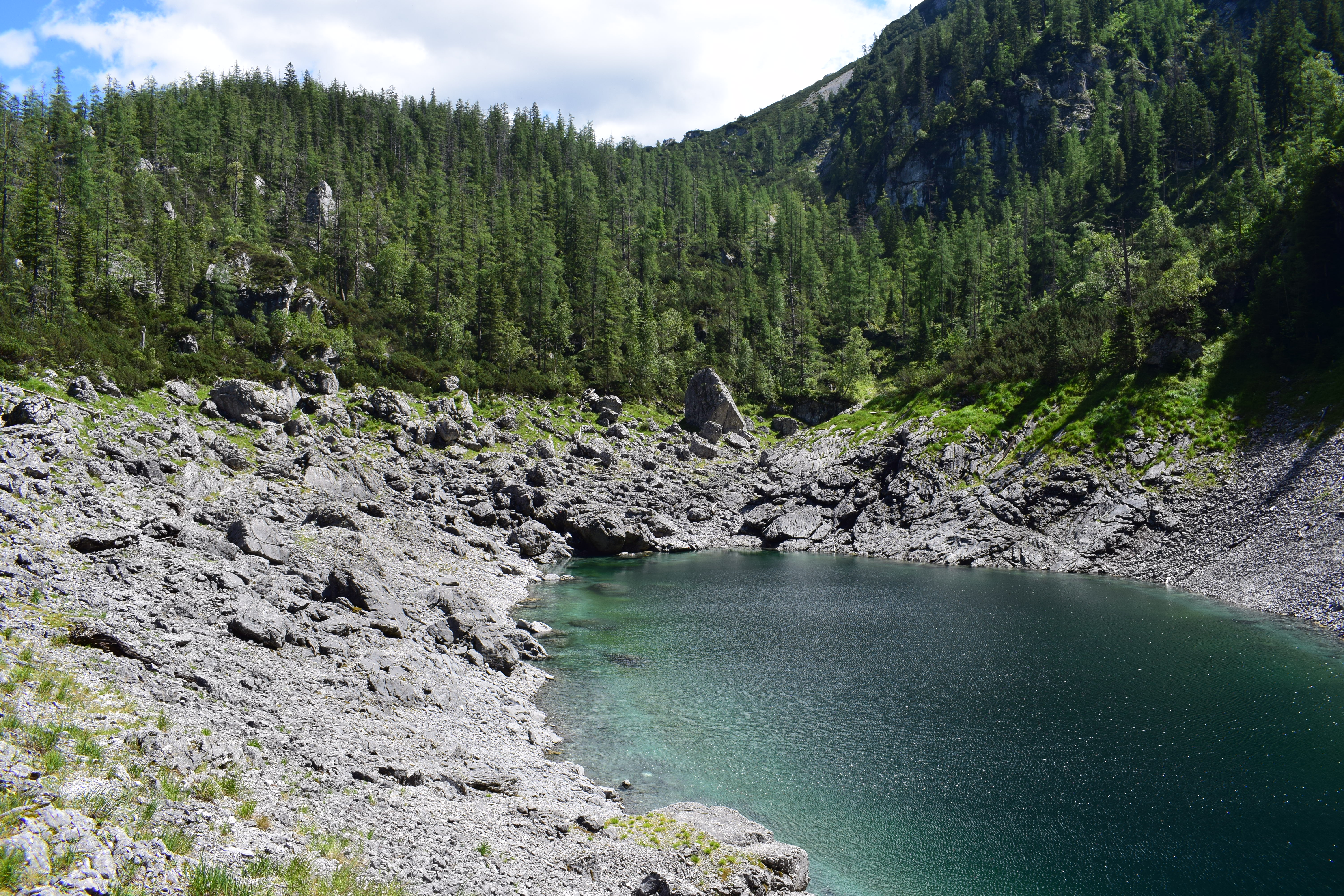
Bereich 2, Westrand: Bis knapp an den Teufelssee herangerollte Felsblöcke.
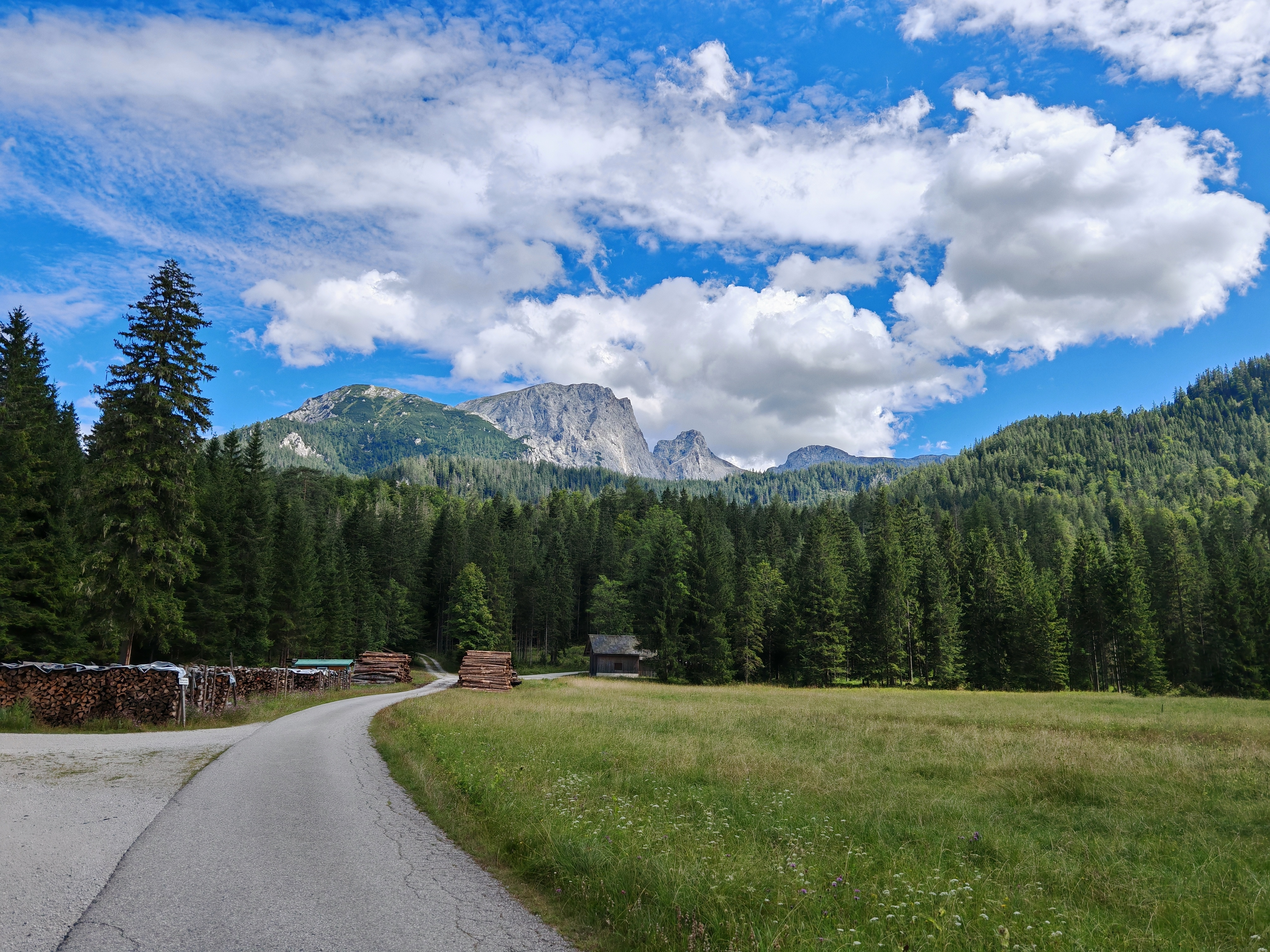
Blick aus Bereich 3 nach Südosten; Bereich 2 bewaldet, mittig sonnenbeschienen die Kohlermauer, dahinter aufgragend Kl. u. Gr. Griesstein, Ebenstein, Schaufelwand.
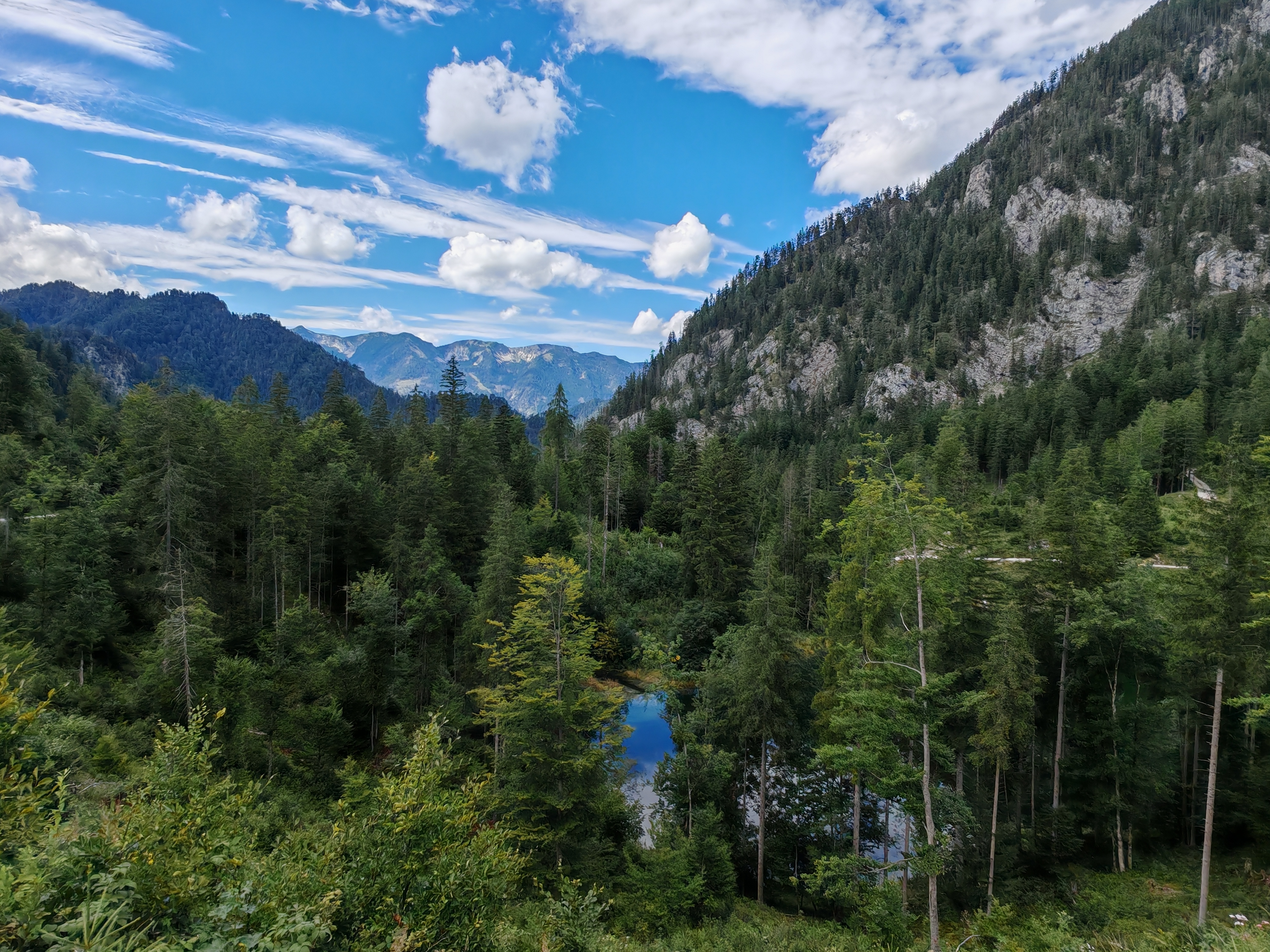
Bereich 3, Nordwestrand: Unten der Hartlsee, rechts ansteigend der Säusenstein, der den Schuttstrom nach Nordwesten (Im Bild: links hinten) lenkte.
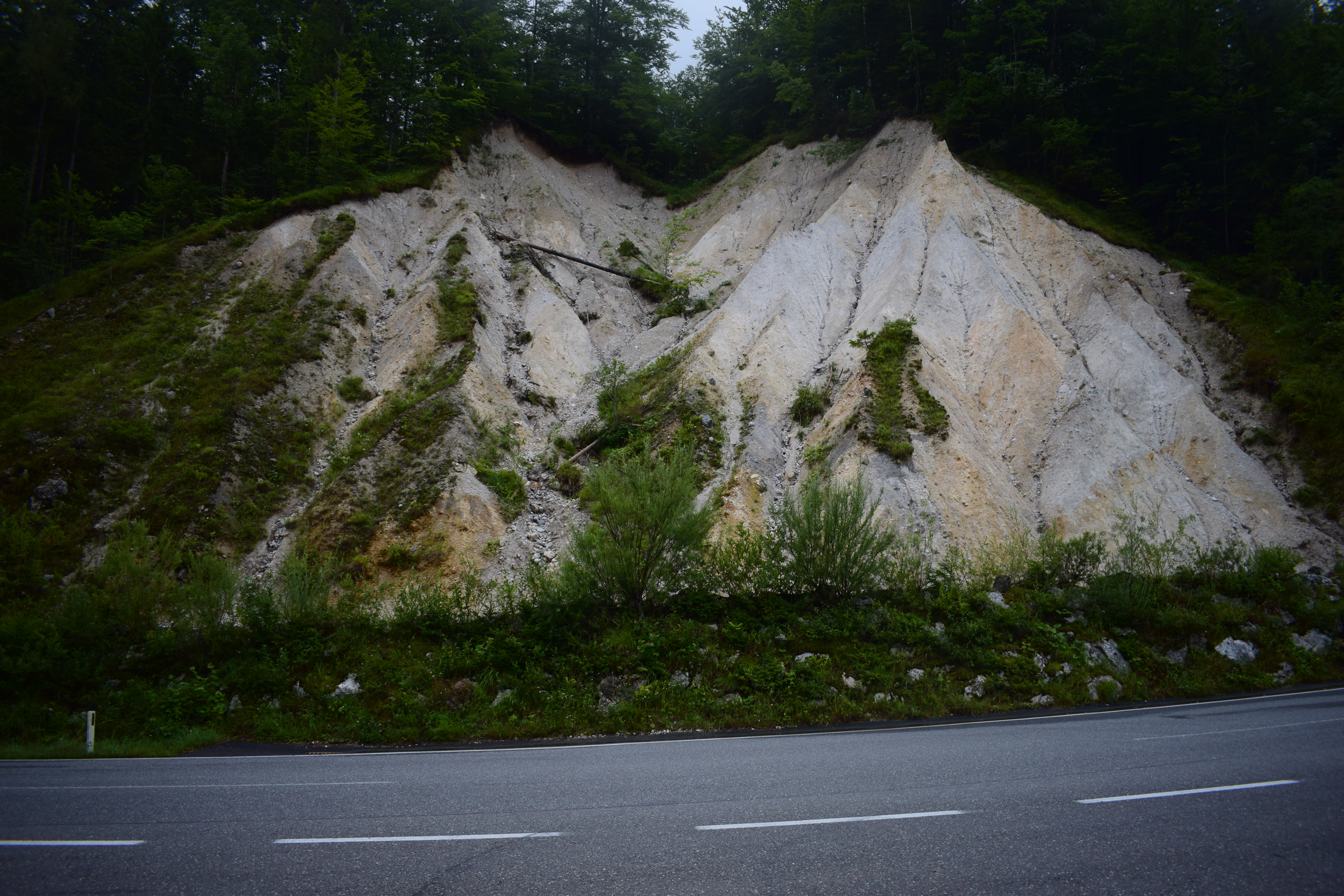
Bereich 4: Feinkörniger Schutt am östlichen Ortsende von Wildalpen (vgl. Gemälde im Abschnitt „Forschungsgeschichte“)

### Initialer Bergsturz
Aus diesen Beobachtungen lässt sich folgender zweiphasiger Ablauf rekonstruieren: Die feinkörnigen Ablagerungen der Bereiche 3 und 4 (Siebensee und Salzatal) sind das Resultat eines Bergsturzes, der sich im Bereich westlich des heutigen Griessteins gelöst hatte und sich vorrangig nordwärts bewegte. Beim initialen Absturz und der folgenden Nordwärtsbewegung wurde das Material zunehmend zermahlen, insbesondere beim Sturz über die Kohlermauer. Dieses Material brandete an der Südseite des Höhenrückens Körbel-Schirnbacher Kogel-Säusenstein an und wurde dort in westliche Richtung gelenkt. Dann drang der Schuttstrom durch das Tal des Siebenseebaches nach Nordwesten in das Hinterwildalpenbach und Salzatal ein, wo er sich wie oben beschrieben dreiteilte. Das Volumen dieses ersten Bergsturzes wird auf 400 bis 500 Millionen Kubikmeter geschätzt. Seine obere Abrisskante dürfte sich auf Höhe des Großen Griessteins in möglicherweise ~2000 m Seehöhe, rund 1,5 km nördlich der Schaufelwand befunden haben.
Auf seinem Weg durch das Bett der Salza nahm der Sturzstrom Flussgeröll mit, das heute zwischen dem feinkörnig zermahlenen Material aus der Bergflanke sichtbar ist. Bändertone im flussaufwärts gelegenen Bereich belegen, dass die Salza durch den Bergsturz zu einem See aufgestaut wurde. Der nordwärts ins Hopfgartental laufende Ast hat, da dort kein Fluss das Material abbauen konnte, eine Tomalandschaft hinterlassen.
Insbesondere die Reichweite des dritten, westwärts laufenden Schuttstroms ist außergewöhnlich. Bis das Material ins Salzatal kam, war es mehrfach umgelenkt worden, es musste den Kessel bei Siebensee und die folgende Talenge überwinden und hatte, ehe es den Fluss erreichte, bereits rund 5 km Wegstrecke zurückgelegt. Obwohl der Schuttstrom quasi im rechten Winkel auf die Salza traf und sich dort in drei Zungen teilte, konnte dieser westwärts laufende Schuttstrom auf dem nur minimal bergab führenden Talboden noch rund 6 km Wegstrecke bis Fachwerk zurücklegen. Dieser Wert ist erklärungsbedürftig. Gerhard Abele setzte 1974 das Volumen großer Bergstürze mit ihrem Fahrböschungswinkel (Winkel zwischen angenommener Oberkante des Abbruchs, äußerstem Endpunkt der Ablagerung und der Horizontalen) in Beziehung. Für Bergstürze mit Volumina im Bereich hunderter Millionen Kubikmeter stellte er Fahrböschungswinkel zwischen 12° und 22° fest. Die Zungen von Fischerreith (ca. 17°) und Hopfgarten (ca. 20°) liegen in diesem Bereich, die westwärts bis Fachwerk laufende Zunge weist jedoch einen Fahrböschungswinkel von nur ca. 7° auf. Ein solcher Wert wäre nur bei Bergstürzen mit Volumina im Bereich von Milliarden Kubikmetern Material zu erwarten. Begünstigt wurde die Ausbreitung vermutlich durch eine zunehmende Verengung des Tals, die die Bewegungsenergie kanalisierte. Zudem dürfte der hohe Zermahlungsgrad des Gesteins aufgrund der weiten Wegstrecke und des Sturzes über die Kohlermauer eine Rolle spielen. Ein hoher Feinkornanteil reduziert die Reibung innerhalb des Gerölls, außerdem behindert feinkörniges Material das Entweichen von Gasen (Luft, aber auch durch die Reibungshitze entstandener Wasserdampf) aus der Sturzmasse und erleichtert so deren Fließen. Eine murenartige Bewegung des Schuttes durch mitgeführtes Wasser schließen van Husen und Fritsch hingegen mangels entsprechender Befunde aus.

### Abbruch der verbliebenen Bergflanke

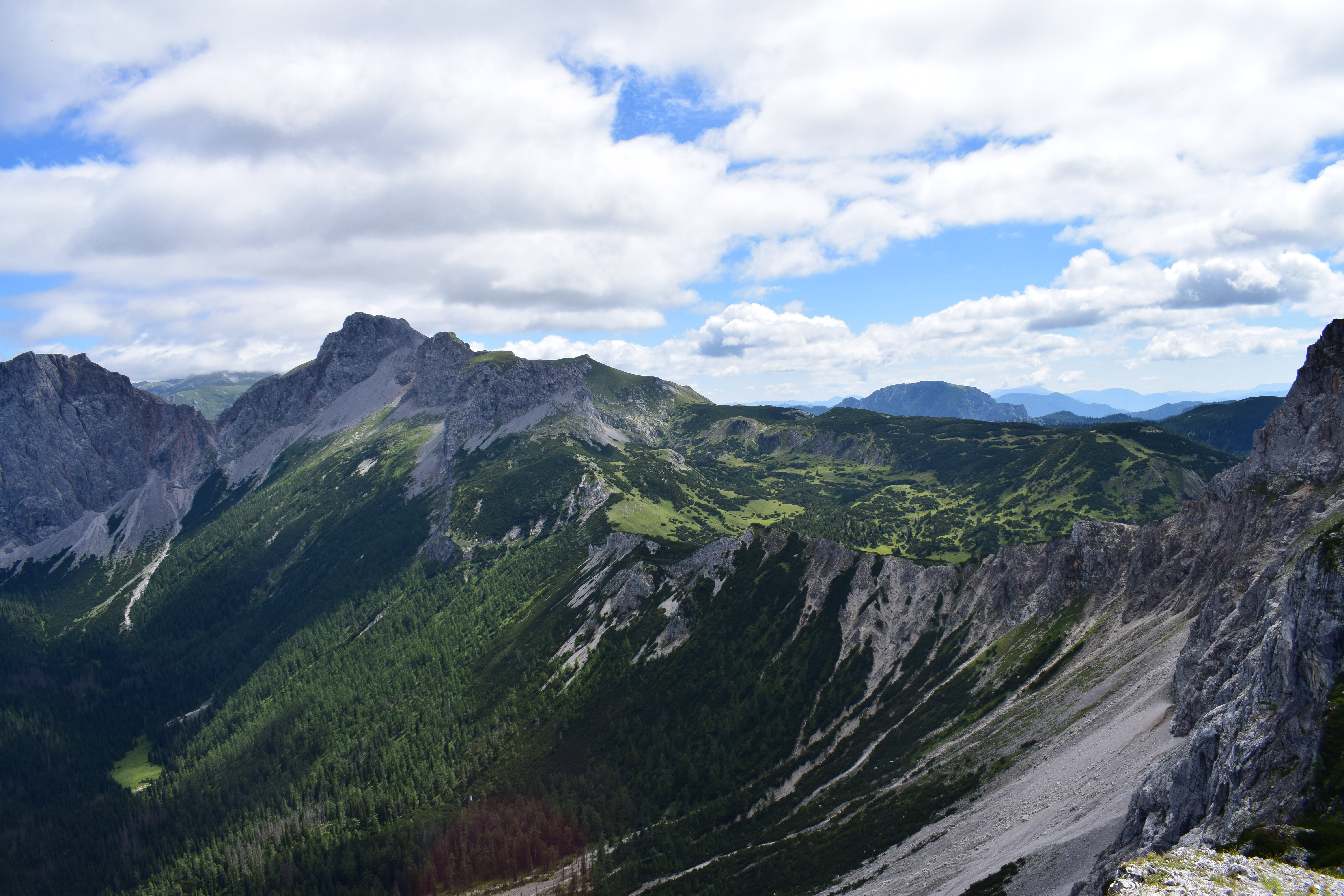
Abrisskante der zweiten Bergsturzphase. Blick vom Kleinen Brandstein nach Südosten, ganz links der Große Griesstein, rechts angeschnitten der Gipfel des Brandsteins.

Durch diesen initialen Bergsturz hatte die verbliebene Bergflanke östlich des Brandsteins ihr östliches Widerlager am Griesstein verloren und setzte sich ebenfalls in Bewegung. Der zeitliche Abstand zwischen diesen beiden Phasen kann nur vermutet werden, wahrscheinlich folgte die zweite Phase aber unmittelbar auf die erste. Der gesamte Felskörper rutschte über eine rund 40° geneigte Gleitfläche (s. u.) nordwärts. Diese Bewegung erfolgte mit geringerer Geschwindigkeit als der initiale Bergsturz, sodass sich trotz des größeren Volumens kein koheränter Schuttstrom bildete. Aus dieser geringeren Geschwindigkeit erklärt sich das Vorhandensein der riesigen Gesteinsschollen des Bereichs 1. Jene Teile des Materials, die weiter nach Norden geschoben wurden, wurden durch die Bewegung teilweise zerkleinert bzw. stürzten dort über die Kohlermauer. Dieses Material bildet die immer noch bis zu hausgroßen Blöcke des Bereichs 2. In dieser zweiten Phase geriet Gestein mit einem Volumen von rund 900 Millionen Kubikmetern in Bewegung.

## Ursachen
Der Bergsturz löste sich in einem Bereich, wo in Ost-West-Richtung die „intensive engständige Verschuppung einer Duplex-Struktur“ (i. e. eine komplexe, mehrphasige Überschiebung der Gesteinspakete) zwischen Salza und Hochschwab-Plateau beobachtet werden kann. Hier grenzt die sogenannte Pfaffingalm-Hochschwab-Schuppe, die das zentrale und tektonisch tiefste Bauelement der Hochschwabgruppe darstellt, an die kleinere Brandstein-Edelbodenalm-Schuppe. Die Südgrenze dieser Schuppe folgt einer steil nach Nordnordwest fallenden Bewegungsfläche, die aus dem Brunntal (südlich der Riegerin) über die Lang-Eibel-Schlucht (südöstlich des Großen Griessteins) über den Ebenstein entlang der Schaufelwand läuft und dann die südlich davon aufgeschlossenen Gesteine der Oberen Gosau-Subgruppe einmündet. Nördlich parallel wird diese Struktur von einer Störung begleitet, die sich unter anderem in der markanten Scharte zwischen Kleinem und Großem Griesstein (Griesgassl) manifestiert. Diese Schwächezone dürfte dem initialen Bergsturz zugrunde liegen. Durch diesen waren die Gleichgewichtsverhältnisse innerhalb der Bergflanke gestört, in der nun folgenden zweiten Phase lösten sich die Felsschollen entlang der um 40° geneigten Störungsbahnen der erwähnten Duplex-Struktur. Diese sind unterhalb der Abrisskante über weite Bereiche als auffällig ebener, geneigter Fels zu beobachten (siehe folgende Bilder). Auch Spätfolgen der Veränderungen mit Ende der Würm-Kaltzeit könnten ursächlich eine Rolle spielen, jedoch war das Gebiet zuletzt vor etwa 16.000 Jahren vergletschert und die Bergflanke danach – bis zu dem Bergsturz – rund 10.000 Jahre lang stabil.
Der konkrete Auslöser des Bergsturzes könnte ein Erdbeben oder außergewöhnlich starke Niederschläge gewesen sein. Der Bergsturz ereignete sich im sogenannten Atlantikum, einer Periode mit deutlich höheren Niederschlägen als heute. Abgesehen vom steigenden Gewicht des Berg- und Karstwassers führt dessen hoher Pegel zu einem erhöhten hydrostatischen Druck in den Hohlräumen des Gesteins. Stärkere Erdbeben sind aus dem Salzatal hingegen nicht bekannt, jedoch könnten die Erschütterungen eines Erdbebens entlang der Mur-Mürz-Furche oder am Alpennordrand bis dorthin ausgestrahlt haben.

Geologisches
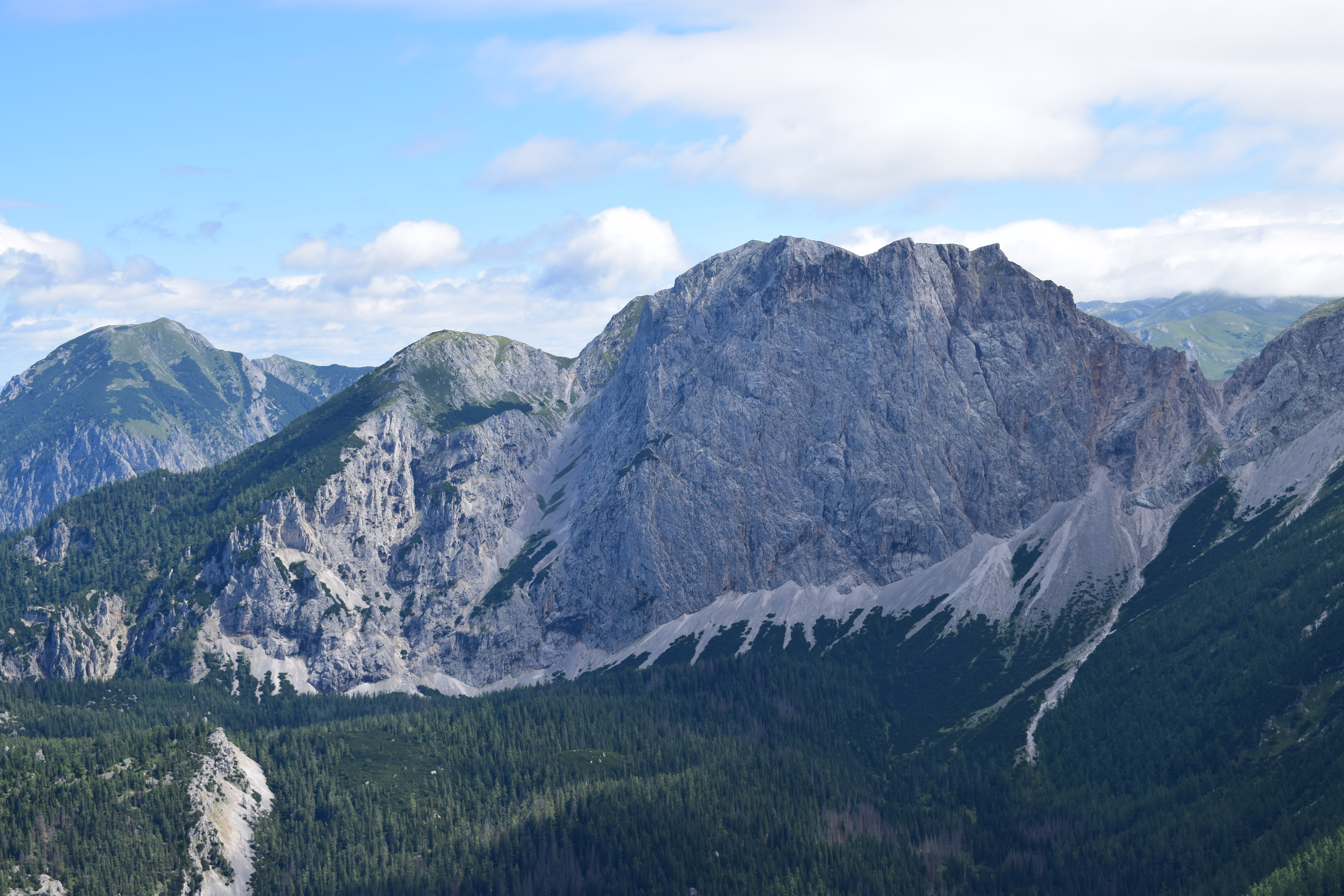
Kleiner und Großer Griesstein von Westen. Die Scharte zwischen den beiden Gipfeln dürfte sich in der einst in Richtung des Betrachters anschließenden Bergflanke fortgesetzt haben. Diese Störung könnte dem initialen Bergsturz zugrunde liegen.
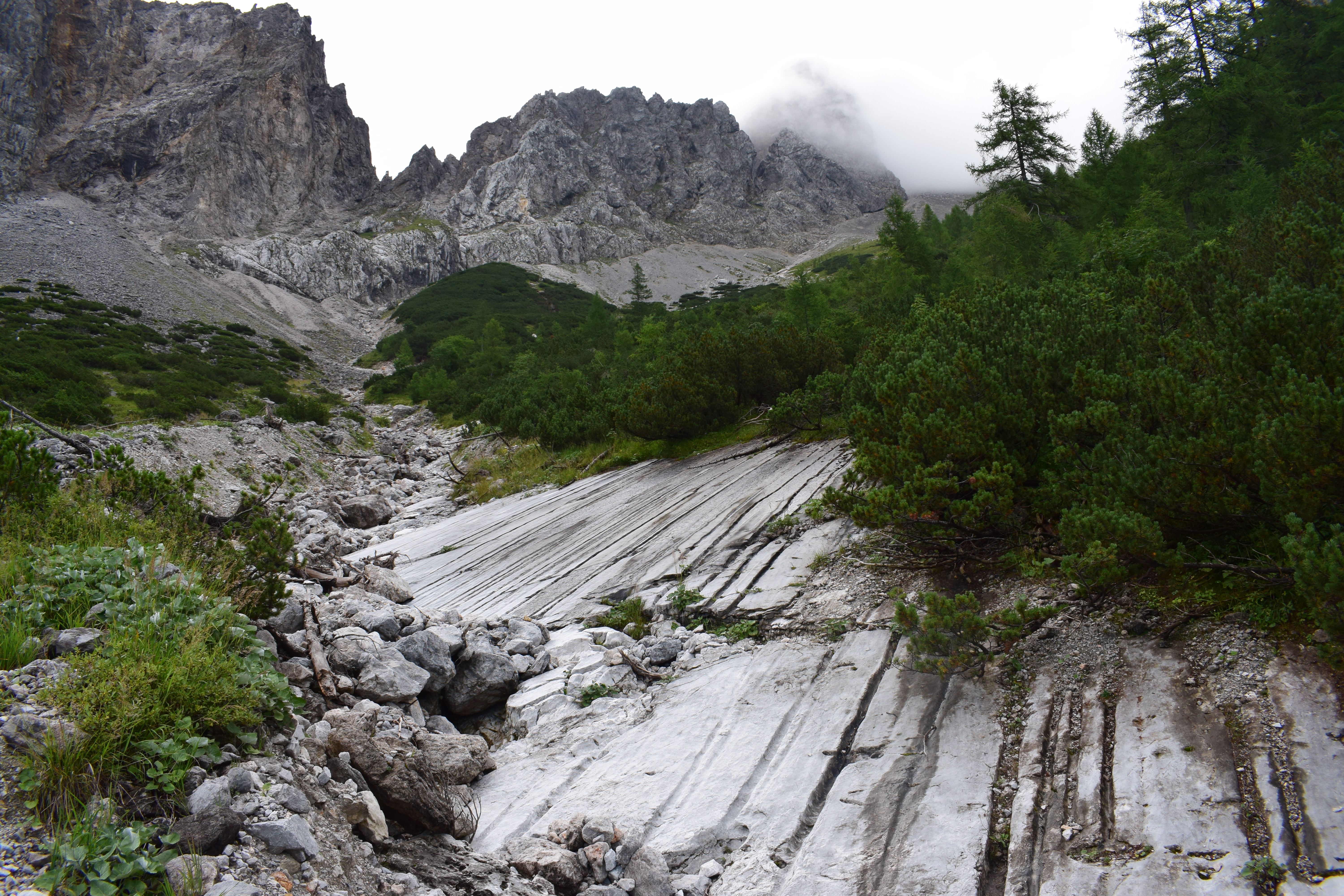
„Überschiebungsbahn der Duplexstruktur“ in der Südostecke des Abrissgebiets (die Scharte li. o. trennt Ebenstein (Mitte) und Gr. Griesstein (links)). Über diese Gleitfläche rutschte in der zweiten Phase die Bergflanke nordwärts.
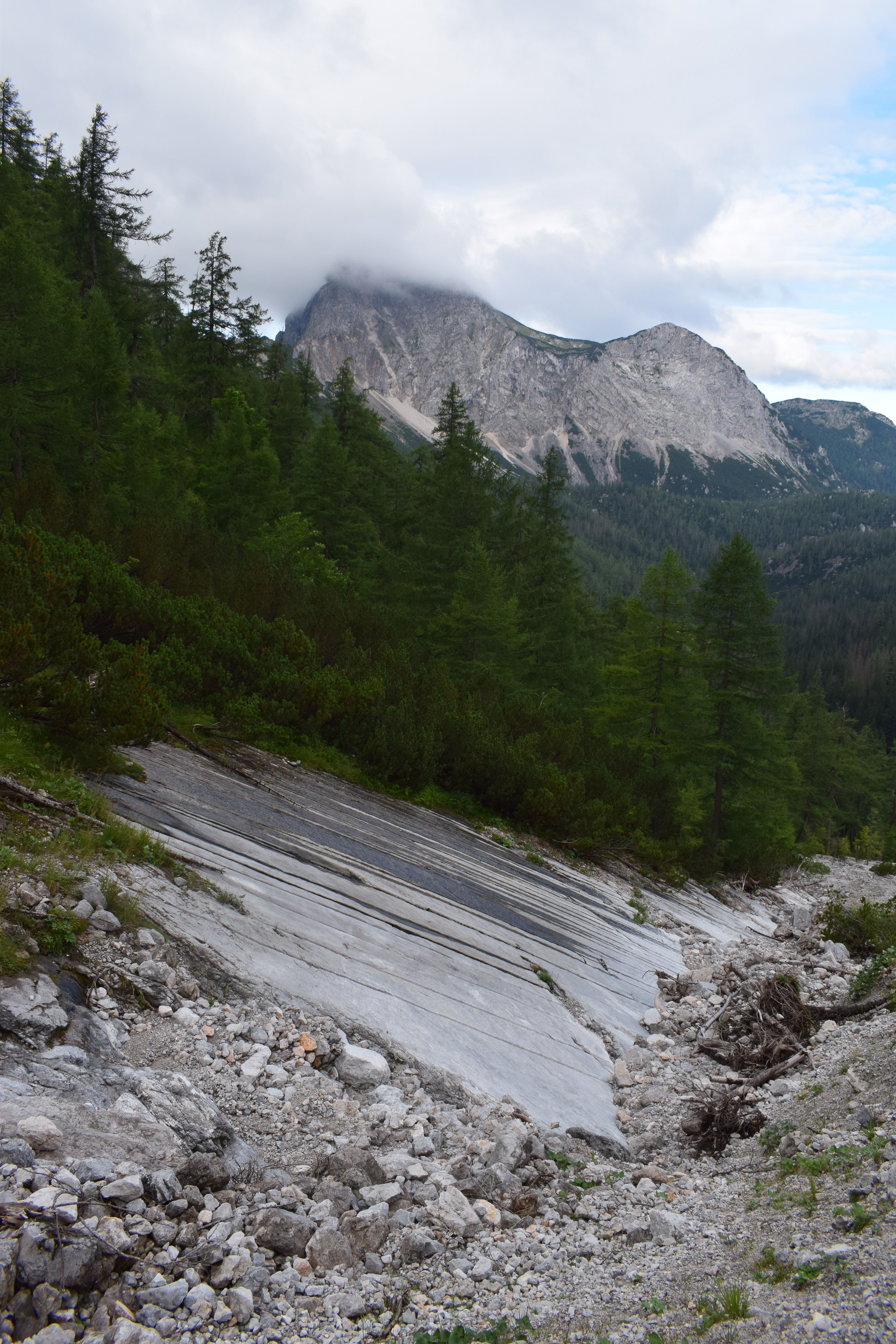
Blick über die Gleitfläche nach Westen zum Brandstein.
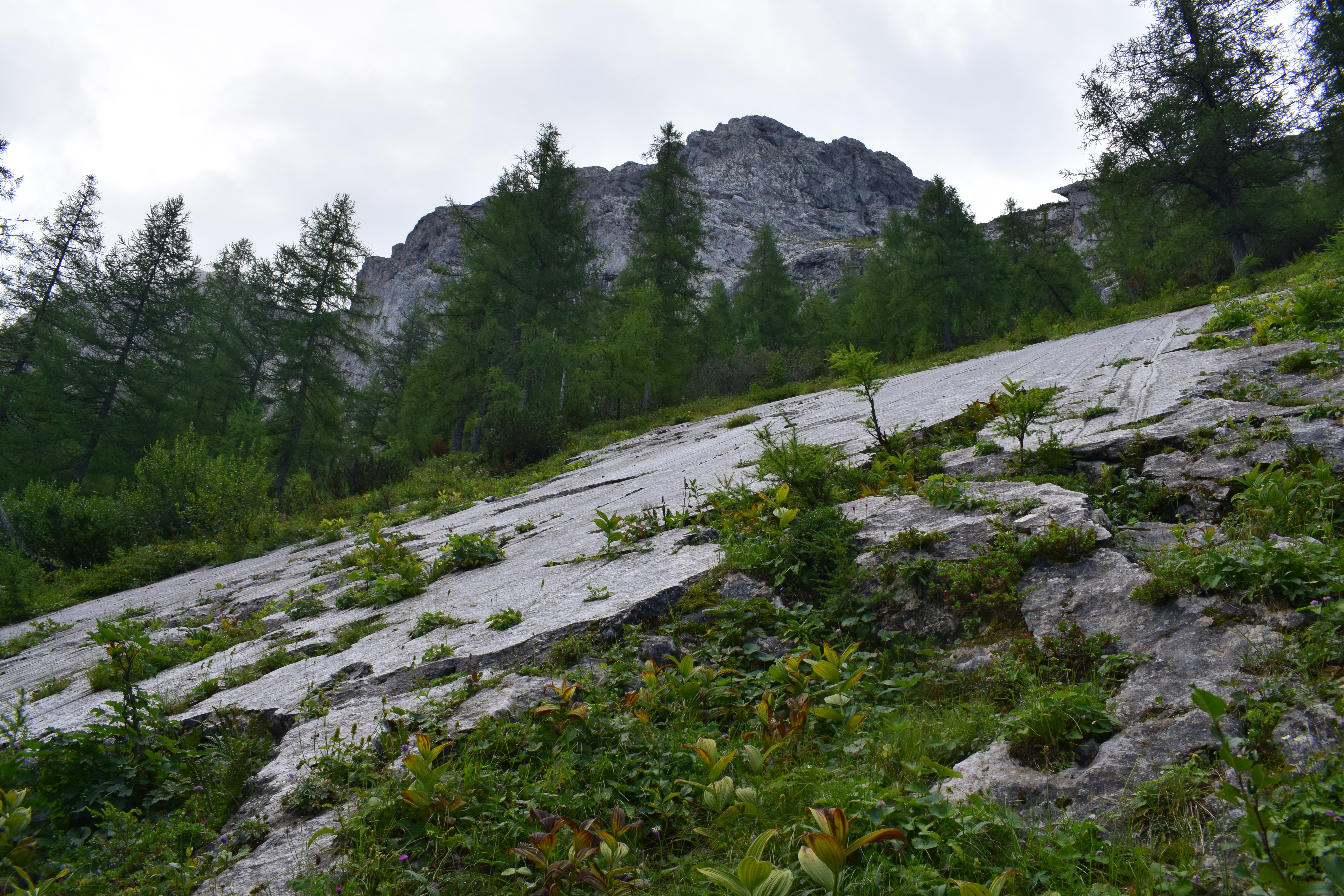
Gleitfläche unterhalb der Schaufelwand.
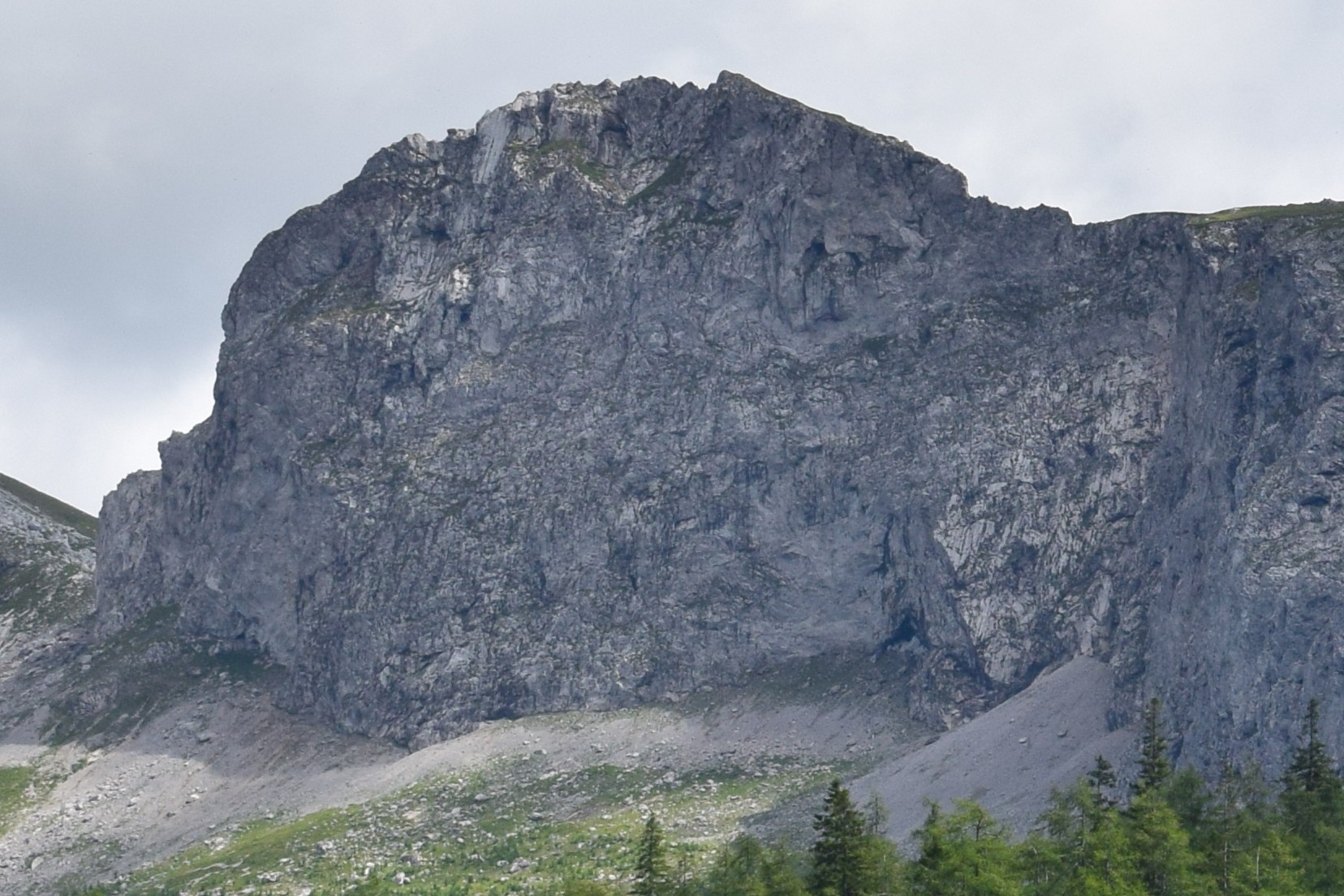
Ostteil der Schaufelwand. Die poliert erscheinenden Flächen im rechten Drittel sowie li. o. sind Harnische. Die Höhe der Wand beträgt mehr als 200 m.

## Datierung
Der Bergsturz von Wildalpen kann durch eine Reihe wissenschaftlicher Methoden chronologisch eingeordnet werden. Die Bergsturzmassen überlagern die eiszeitlichen Sedimente im Salzatal, und auch die höchstgelegenen großen Gesteinsschollen des Bereichs 1 sind nicht glazial überformt. Der Bergsturz muss sich also nach Ende der Würm-Kaltzeit ereignet haben. 14C-Datierung von organischem Material aus Ablagerungen unterhalb des Bergsturzmaterials erbrachte für den Bergsturz ein Maximalalter (Terminus post quem) von etwa 7000 Jahren BP (Before Present, also „vor heute“). Das Mindestalter des Bergsturzes ergibt sich aus der palynologischen Untersuchung von Material aus den Mooren im Bereich Siebensee, die sich erst nach dem Bergsturz bildeten. Diese Untersuchungen erbrachten ein Mindestalter von ca. 5000 bis 5500 Jahren vor heute.
Die genaueste Einordnung des Bergsturzes gelang durch Funde von Holz im Schutt. Aus der Analyse von fünf verschiedenen Fundstücken (zwei Baumstämme, drei kleinere Stücke) ergab sich 2006 eine 14C-Datierung auf den Zeitraum zwischen 5900 und 5700 BP, also das frühe vierte Jahrtausend vor Christus. Eine dendrochronologische Untersuchung der beiden Baumstämme konnte aufgrund der noch fehlenden Standardreihe (keine durchgängig bekannte Jahresringreihe für entsprechende Baumarten des Gebietes) keine absolute Datierung erbringen, belegte jedoch, dass die beiden Bäume zeitgleich abgestorben waren. An einem der Bäume (eine Lärche, gefunden kurz vor der Mündung des Hinterwildalpenbachs in die Salza) war die Waldkante und somit der äußerste Jahresring erhalten. An diesem war das Spätholz noch nicht ganz ausgebildet, sodass der Bergsturz in der Publikation von van Husen und Fritsch 2007 auf den Spätsommer eines der Jahre zwischen 5900 und 5700 vor heute datiert wurde.
Ergänzt bzw. leicht korrigiert wurde dieser Kenntnisstand durch den Fund eines Baumstamms im östlichen Arm des Schuttstroms (Richtung Fischerreith) im Jahr 2008. Auch dieser Stamm einer Tanne war bis zur Waldkante erhalten. Sein Jahresringmuster entspricht jenem der 2006 untersuchten Lärche, sodass ein zeitgleiches Absterben der beiden Bäume und damit auch die Zugehörigkeit des östlichen Schuttstroms zum selben Bergsturz belegt ist. An diesem Baum war das Spätholz voll ausgebildet, er befand sich wohl bereits in Vegetationsruhe. Demzufolge hätte der Bergsturz eher im Herbst oder Winter stattgefunden. Da diese Jahreszeit niederschlagsärmer ist, bezeichnen die Autoren dieser Untersuchung ein Erdbeben als den wahrscheinlicheren Auslöser für den Bergsturz von Wildalpen.

## Forschungsgeschichte

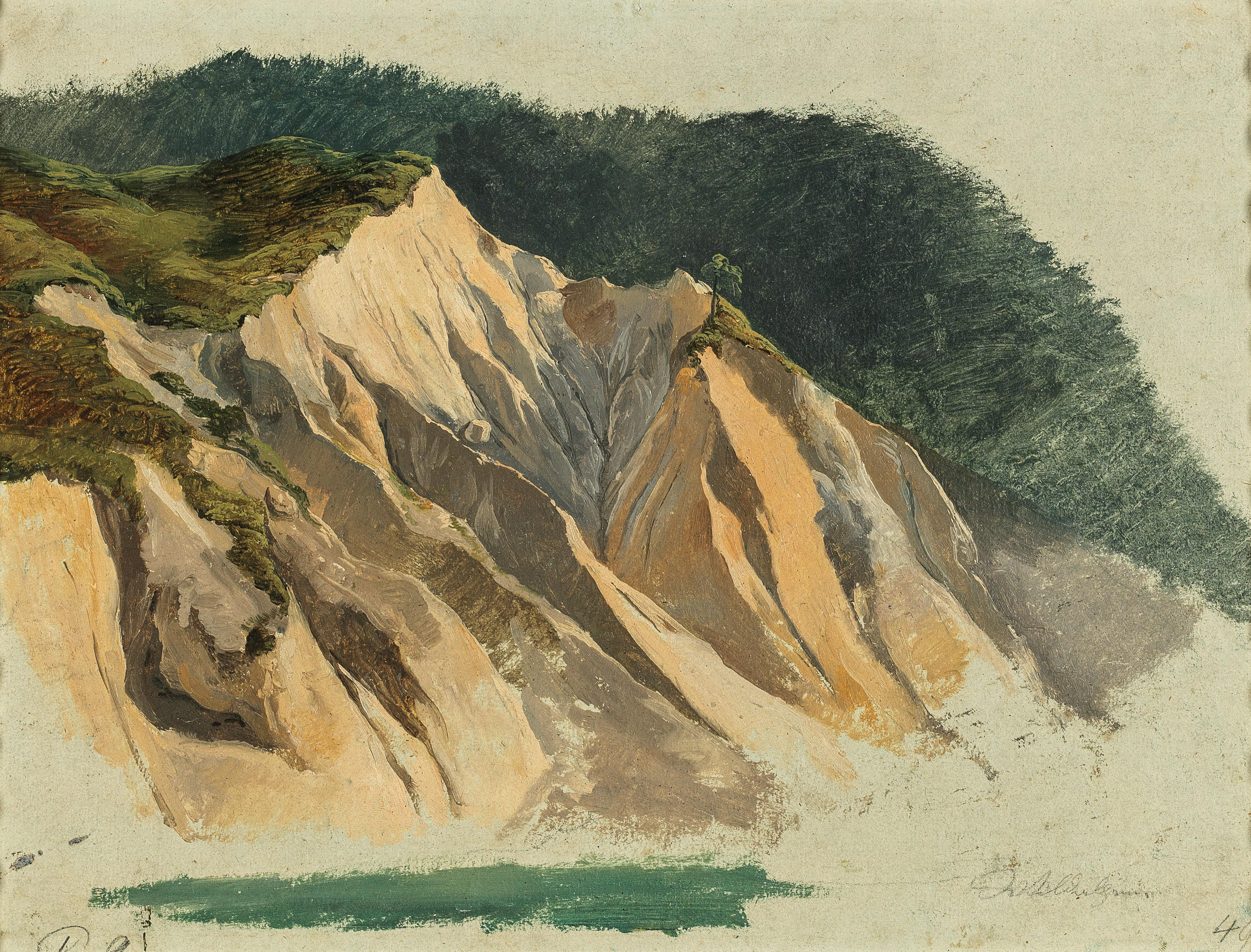
Felsruine bei Wildalpen, Gemälde des Landschaftsmalers Friedrich Gauermann (1807–1862). Eigentlich feinkörniger Schutt des noch nicht erkannten Bergsturzes.

Die geomorphologischen Prozesse, die die Landschaft zwischen Schafwald und Salza schufen, wurden schrittweise erkannt. 1909 wurde die auffällige Anhäufung lockerer Sedimente im Salzatal bei Wildalpen im glaziologischen Grundlagenwerk Die Alpen im Eiszeitalter fälschlich als Hinterlassenschaft von Moränen beschrieben („Dicht oberhalb Wildalpen legt sich quer über das Thal ein 50 m hoher Endmoränenwall“). Erich Spengler formulierte darauf aufbauend 1926: „Wir haben es hier mit einem Gletscher zu tun, der sich aus einem zwischen Ebenstein (2124 m) und Brandstein (2003 m) im Bereiche des heutigen Schafwaldes gelegenen Firnbecken durch das Siebenseetal ins Salzatal hinaberstreckte.“
Die erste Erwähnung eines Bergsturzes folgte 1929 durch Norbert Lichtenecker im Rahmen seiner Arbeit über den Köfelser Bergsturz. Der Bergsturz von Wildalpen diente ihm als Vergleichsbeispiel dazu. Lichtenecker stellte in dieser kurzen Beschreibung bereits fest, dass Brandstein und Ebenstein einst „durch eine sehr schmale, besonders hoch gehobene Scholle“ verbunden gewesen waren, erkannte jedoch noch nicht die volle Größe des Ereignisses („Die größte Entfernung der Bergsturzblöcke vom Abbruch beträgt 3 km“). Er beschrieb nur das „Blockmeer des Schafwaldes“, im Wesentlichen die oben als Bereich 1 beschriebenen, großformatigen Ablagerungen zwischen Schaufelwand und Kohlermauer. Gerhard Abele äußerte in seinem Werk Bergstürze in den Alpen (1974) die Vermutung, dass es einen Zusammenhang zwischen den von Lichtenecker 1929 beschriebenen Trümmermassen im Schafwald und einem „unbekannten Bergsturz größeren Ausmaßes“ bei Wildalpen geben könnte. Angeregt durch mündliche Hinweise von Viktor Maurin und Heinz Hötzl unternahm er 1972 eine Begehung des Gebietes. Abele hielt jedoch fest, dass die Frage des Zusammenhangs des Schuttes von Wildalpen mit jenen im Schafwald weiterer Untersuchungen bedürfe. Die erste derartige Untersuchung wurde 1993 durch Alfred Fritsch in seiner Diplomarbeit vorgelegt. Geologische Kartierungen um 2000 durch u. a. Gerhard W. Mandl und weitere Kartierungen zur Erstellung der Geologischen Karte der Republik Österreich in den Jahren 2004 und 2005 (Blatt 101, Eisenerz; Gerhard Bryda, Dirk van Husen et al.) bestätigten den riesigen Bergsturz. Nachfolgende naturwissenschaftliche Analysen (van Husen, Fritsch 2007; zuletzt Kellerer-Pirklbauer et al. 2009) vervollständigten das Bild des Ereignisses.